# 庄松林 (1940年)
庄松林（1940年8月—），男，汉族，江苏溧阳人，中国光学专家。现任上海理工大学光电学院院长，上海大学机电工程与自动化学院院长。

## 生平
1962年毕业于复旦大学物理系，1982年获得美国宾夕法尼亚州立大学电子工程系光电子学博士学位，1995年当选中国工程院信息与电子工程院士。

## 社会兼职
- 中国计量学院名誉院长
- 中国仪器仪表学会理事长
- 中国光学学会理事

## 荣誉
- 国际光学工程学会会士
- 美国光学学会资深会员